# Toussaint Brelivet
Toussaint Brélivet est un homme politique français né le 26 octobre 1743 à Pontivy (Bretagne) et décédé le 9 décembre 1805 à Loudéac (Côtes-du-Nord).

## Biographie
Fils d'un modeste marchand de toiles de Pontivy, Toussaint Brélivet fait fortune en fondant une maison de commerce à Cadix en 1769 afin d'exporter les toiles de lin dites Bretagnes directement vers les colonies espagnoles. Il s'installe à Loudéac en 1787. 
En 1789 il est député de Loudéac à l’assemblée électorale de Ploërmel pour les États Généraux. En 1790, il est colonel commandant de la garde nationale de Loudéac puis est élu la même année parmi les 36 administrateurs du département. Il est notamment l’un des cinq commissaires chargés de constituer les archives départementales. 
En 1797 il est nommé parmi les cinq administrateurs municipaux de Loudéac, puis est nommé membre du conseil général des Côtes-du-Nord. Il est député des Côtes-du-Nord au Corps Législatif de 1804 à sa mort en 1805.
Brélivet épouse en 1771 Nicole Victoire Belnard de la Boulaye, appartenant à une vieille famille d'échevins de Pontivy et d'hommes de loi du duc de Rohan, cousine germaine de l'avocat Victor Guépin, administrateur du district de Pontivy pendant la Révolution. L'épouse de Brélivet est morte en 1776 en donnant naissance à leur quatrième fille. Brélivet se remarie en 1798 avec Marie Jeanne Corniquel de Kerbero, veuve de Joseph Henry de Villeneuve. Un fils est né de cette union en 1800 : Toussaint Brélivet, plus tard capitaine au long cours établi à Bordeaux.
Brélivet est le grand-père du médecin et homme politique socialiste Adolphe Morhéry. Il est aussi le frère de Jean-Noël Brélivet (1745-1805), prêtre, docteur en Sorbonne, vicaire perpétuel d’Auray, insermenté en 1791 et interné à Lorient en 1792.

## Sources
- « Toussaint Brelivet », dans Adolphe Robert et Gaston Cougny, Dictionnaire des parlementaires français, Edgar Bourloton, 1889-1891 [détail de l’édition]
- François-Marie Le Lay, Histoire de la ville et communauté Pontivy au XVIIIe siècle, Saint-Amand, 1911
- Kader Benferhat et Alain Le Noac'h; Les Premières années de la Révolution dans le pays de Loudéac - un district breton durant la Révolution, Salmon GF, 1989